# La plus belle pour aller danser
«La plus belle pour aller danser» (lit. “La mas bella para ir a bailar”) es una canción interpretada por la cantante francesa Sylvie Vartan. Fue publicada en junio de 1964 como el segundo y último sencillo de su tercer álbum de estudio À Nashville.

## Posicionamiento

### Gráfica semanal
| Gráfica (1964–65)                       | Pico de posición |
| --------------------------------------- | ---------------- |
| Bélgica (Valonia) (Ultratop 50 Singles) | 3                |
| España (PROMUSICAE)                     | 3                |
| Francia (IFOP)                          | 3                |
| Japón (Oricon Singles Chart)            | 1                |
| Turquía (Turkish Singles Chart)         | 8                |

### Gráfica de fin de año
| Gráfica (1964) | Pico de posición |
| -------------- | ---------------- |
| Francia (IFOP) | 16               |

## Certificaciones y ventas
| País           | Certificación | Ventas  |
| -------------- | ------------- | ------- |
| Francia (IFOP) | —             | 300,000 |